# Температура воспламенения
Температура воспламенения — наименьшая температура вещества, при которой пары над поверхностью горючего вещества выделяются с такой скоростью, что при воздействии на них источника зажигания наблюдается воспламенение. Воспламенение — пламенное горение вещества, инициированное источником зажигания и продолжающееся после его удаления, то есть возникает устойчивое горение (ср. Температура вспышки, Температура самовоспламенения).

## Расчёт
Если известна зависимость давления насыщенных паров от температуры, то для расчёта температуры воспламенения {\displaystyle {{t}_{v}}}, °C, веществ, состоящих из атомов С, Н, О и N, используется формула:
{\displaystyle {{t}_{v}}={\frac {453}{{{P}_{v}}\cdot {{D}_{0}}\cdot \beta }},}
где {\displaystyle {{P}_{v}}} — парциальное давление паров горючей жидкости при температуре вспышки, кПа;
{\displaystyle {{D}_{0}}} — коэффициент диффузии пара в воздух, см²/с;
{\displaystyle \beta } — стехиометрический коэффициент кислорода в реакции горения.
Температура воспламенения веществ, в молекулах которых содержатся структурные группы, представленные в таблице 1, рассчитывается по формуле, °C:
{\displaystyle {{t}_{v}}=-47,79+0,882\cdot {{t}_{k}}+\sum \limits _{j=2}^{q}{{{a}_{j}}{{l}_{j}}},}
где {\displaystyle {{t}_{k}}} — температура кипения жидкости при 101 кПа, °C;
{\displaystyle {{l}_{j}}} — число структурных групп j-го вида в молекуле;
{\displaystyle {{a}_{j}}} — эмпирические коэффициенты, значения которых приведены в таблице 1.